# 7-й механізований корпус (СРСР)
7-й механізований корпус — оперативно-тактичне військове об'єднання в складі ЗС СРСР періоду Другої Світової війни. Всього корпус формувався двічі: в липні 1940 та в серпні 1943 років.

## Перше формування

### Історія
Формування корпусу розпочалось в липні 1940 року на території Московського ВО.
13 червня 1941 року розпочалась рекогносцировка в районі Калуги і Тули, 15 червня до корпусу відкликали командирів запасу для проходження зборів.
Корпус постійно поповнювався новою бойовою технікою. Станом на 1 червня 1941 року в його розпорядженні знаходились: 765 танків, 213 бронеавтомобілів, 3418 автомашин, 318 тракторів, 747 мотоциклів. Вже на 22 червня в корпусі нараховувалось 959 танків.
З початком Радянсько-німецької війни частини корпусу приведені в бойову готовність, проте залишались в місцях своєї дислокації. Ввечері 24 червня перед корпусом поставлено завдання зосередитись в районі Гжатська, перебуваючи в резерві Ставки ВГК. Частково залізницею, частково автострадою Москва — Мінськ частини корпусу прибули до Гжатська, де отримали нове завдання: зосередитись в районі Вязьми. В дорозі отримано нове розпорядження: рухатись маршем на Ярцево, і далі на Смоленськ. Кінцевим пунктом призначення була Орша.
26 червня штаб корпусу прибув до Смоленська. Подальший рух був неможливий через значне скупчення військових ешелонів на станційних коліях. Розпочалось вивантаження корпусу.
Корпус увійшов в підпорядкування 20-ї армії Західного фронту, при цьому з його складу вилучено 1-шу мотострілецьку дивізію. До 30 червня закінчено зосередження в районі південно-східніше Вітебська. 1-ша мотострілецька дивізія зайняла оборону західніше Орші. Станом на 6 липня 1941 року в корпусі налічувався 571 танк, в тому числі 34 КВ-1 і 29 Т-34.
Командування 20-ї армії поставило перед 7-м і 5-м механізованими корпусами завдання нанести контрудар по ворогу в напрямку Бешенковичі, Лепель, Сенно. Контрудар силами двох мехкорпусів на Лепельському напрямку наносився в період з 6 по 10 липня 1941 року.
21 липня 1941 року начальник штабу Західного фронту генерал В. Д. Соколовський передав розпорядження командуючого фронтом управлінню 7-го мехкорпусу на ранок 22 липня прибути в Ярцево, де створювалась група військ Ярцевського напрямку під командуванням генерал-майора К. К. Рокоссовського. Після прибуття до Ярцево, управління 7-го механізованого корпусу офіційно переформовано в управління групи військ Ярцевського напрямку.

### Склад
- Управління корпусу (м.Москва);
- 14-та танкова дивізія (в/ч 6833, м. Наро-Фомінськ) — командир — генерал-майор танкових військ Штевньов Андрій Дмитрович, полковник Васильєв Іван Дмитрович (23.06.41 — 29.08.41).
- 18-та танкова дивізія (в/ч 7535, м. Калуга) — командир — генерал-майор танкових військ Сулейков Кирило Пилипович (4.06.40-10.08.40), генерал-майор танкових військ Ремізов Федір Тимофійович.
- 1-ша моторизована Московська Пролетарська Червонопрапорна дивізія (в/ч 5021, м. Москва) — командир — полковник Лелюшенко Дмитро Данилович (9.05.40-11.03.41), полковник Крейзер Яків Григорович.
- 9-й мотоциклетний полк (в/ч 6828) — командир — полковник Труфанов Кузьма Григорович.
- 251-й окремий батальйон зв'язку;
- 42-й окремий мотоінженерний батальйон (в/ч 7003);
- 107-ма окрема корпусна авіаескадрилья (в/ч 1926);

### Командування
Командир — генерал-майор Виноградов Василь Іванович.
Начальник штабу — полковник Малінін Михайло Сергійович.
Заступник по стройовій частині — генерал-майор Ревякін Василь Андрійович (03.41-05.41, наказ про призначення відмінено).
Заступник з політичної частини — бригадний комісар Михальчук Гнат Іванович (3.06.40-15.07.41).

## Друге формування

### Історія
Вдруге корпус було сформовано у вересні 1943 року, відповідно Директиви Генштабу Червоної Армії № 39976 від 1 серпня 1943 року. Формування проходило під Москвою, поблизу Солнечногорська, в Костерівських танкових таборах.
15 вересня 1943 року корпус отримав Бойовий Червоний Прапор.
В жовтні корпус був включений до складу 2-го Українського фронту. На Правобережній Україні корпус відзначився при відвоюванні П'ятихаток, Кіровограда, Новоукраїнки. В боях за Кіровоград відзначився екіпаж Т-34 під командуванням К. Д. Шатило, першим в корпусі удостоєний звання Героя Радянського Союзу. За відвоювання  Кіровограда корпус нагороджено орденом Червоного Прапора.
Взаємодіючи зі стрілецькими частинами 5-ї гвардійської армії, 20 березня 1944 року частини корпусу переправились через річку Синюха і 22 березня досягли західної околиці Первомайська. Після звільнення міста, корпус переслідував ворога до річки Дністер. На дністровському плацдармі корпус вів бої до 5 травня 1944 року. В пам'ять про це в районі села Леушень на березі річки Прут на постаменті встановлено танк Т-34.
За успішні дії корпуса при знищенні Яссько-Кишинівського угруповання ворога, корпус нагороджено орденом Суворова 2-го ступеня.
В подальшому корпус воював на території Румунії, Угорщини, Австрії, Чехословаччини.
У липні 1945 року 7-й механізований корпус був передислокований до Монголії, де увійшов до складу 6-ї гвардійської танкової армії. За подолання гірського хребта Великий Хінган і прорив укріплень японських військ, корпусу оголошена подяка, його підрозділи отримали почесне найменування «Хінганські».
Після перемоги над Японією, частини корпуса дислокувались в районі Порт-Артура і порту Дайрен.
29 найкращих воїнів 7-го механізованого корпусу, в тому числі й командир корпусу генерал-лейтенант танкових військ Катков Ф. Г., удостоєні звання Героя Радянського Союзу.

### Повна назва
7-й механізований Новоукраїнсько-Хінганський ордена Леніна, Червонопрапорний, ордена Суворова корпус

### Склад
- Управління корпуса;
- 16-та механізована бригада;
- 63-тя механізована бригада;
- 64-та механізована бригада;
- 41-ша гвардійська танкова бригада;
- 1440-й самохідно-артилерійський полк;
- 1821-й самохідно-артилерійський полк;
- 109-й винищувальний протитанковий артилерійський полк;
- 614-й мінометний полк;
- 1713-й зенітно-артилерійський полк;
- 40-й окремий гвардійський мінометний дивізіон;
- 94-й окремий мотоциклетний батальйон;
- Корпусні частини:
  - 649-й окремий батальйон зв'язку (з 15.10.1943);
  - 136-й окремий саперний батальйон (з 15.10.1943);
  - 153-й ремонтно-відновлювальний батальйон (з 15.10.1943 по 31.12.1944);
  - 547-ма пересувна танкоремонтна база (з 31.12.44);
  - 548-ма пересувна авторемонтна база (з 31.12.1944);
  - 163-тя окрема рота хімічного захисту (з 15.10.1943);
  - 612-та окрема автотранспортна рота підвозу ПММ (з 15.10.1943);
  - Окрема авіаланка зв'язку (з 15.10.1943);
  - 40-й польовий авто хлібозавод (з 15.10.1943);
  - 1759-та польова каса Держбанку (з 15.10.1943);
  - 2649-та воєнно-поштова станція (з 15.10.1943);

### Командування
Командири корпусу: 
- генерал-майор танкових військ Дубовий Іван Васильович (з 01.08.1943 по 05.11.1943);
- генерал-майор танкових військ, з 29.09.1945 генерал-лейтенант танкових військ Катков Федір Григорович (з 06.11.1943 по 03.09.1945).

Начальники штабу корпусу: 
- полковник Ганьшин В'ячеслав Іванович (з серпня 1943);
- генерал-майор танкових військ Соммер Андрій Йосипович (з літа 1944);
- підполковник Емельдеш (на жовтень 1944);
- полковник Серга А. Г. (на грудень 1944 по січень 1945).

### Участь в бойових діях
- з 15 жовтня 1943 по 31 січня 1945 року;
- з 3 березня 1945 по 18 березня 1945 року;
- з 5 квітня 1945 по 11 травня 1945 року;
- з 9 серпня 1945 по 3 вересня 1945 року.

### Нагороди і почесні найменування
- Новоукраїнський  (Наказ ВГК СРСР № 27 від 18.03.1944);
- Хінганський  (Наказ ВГК СРСР № 372 від 23.08.1945);
- Орден Леніна (Указ Президії ВР СРСР від 28.05.1945) — за відмінну майстерність особового складу при звільненні міста Брно;
- Орден Червоного Прапора (Указ Президії ВР СРСР від 15.01.1944) — за відмінні бойові дії при звільненні міста Кіровограда;
- Орден Суворова II ступеня (Указ Президії ВР СРСР від 09.09.1944) — за зразкові дії південніше міста Кишинева при оточенні і розгромі групи армій ворога «Південна Україна», виявлені при цьому мужність і героїзм.